# Hansholmen
Hansholmen est une île norvégienne du comté de Hordaland appartenant administrativement à Askøy.

## Description
Rocheuse et désertique, elle s'étend sur environ 150 m de longueur pour une largeur approximative de 74 m. 